# Herm Schaefer
Herm H. Schaefer (ur. 20 grudnia 1918 w Fort Wayne, zm. 21 marca 1980 w Indianapolis) – amerykański koszykarz występujący na pozycjach rzucającego obrońcy oraz niskiego skrzydłowego, dwukrotny mistrz NBA z Minneapolis Lakers, trener koszykarski.
Został pierwszym zawodnikiem w historii, który zdobył mistrzostwo NCAA oraz NBA.
W ramach II wojny światowej zaliczył dwuletnią służbę wojskową (1943–1945). Pozwalano mu jednak występować w rozmaitych zespołach. Został pierwszym w historii klubu Pistons grającym trenerem. Tę samą funkcję pełnił też w sezonie 1946/47.

## Osiągnięcia
Na podstawie, o ile nie zaznaczono inaczej.
NCAA
- Mistrz NCAA (1940)
- Zaliczony do:
  - składu Herald American All-American (1941)
  - Galerii Sław Sportu IUB - Indiana University Bloomington Athletics Hall of Fame (2015)

Drużynowe
- Mistrz:
  -  BAA/NBA (1949, 1950)
  - NBL (1948)
  - turnieju World Professional Basketball Tournament (1947, 1948)
- Wicemistrz NBL (1942, 1943)

Indywidualne
- Zaliczony do:
  - I składu turnieju World Professional Basketball Tournament (1947, 1948)
  - II składu NBL (1942)
- Lider play-off BAA w skuteczności rzutów z gry (1949)[5]